# Valeri Masalitin
Valeri Nikolajevitsj Masalitin (Russisch: Валерий Николаевич Масалитин) (Belgorod, 27 september 1966) Masalitin is een voormalig Russisch profvoetballer die onder meer kortstondig speelde voor Vitesse.

## Carrière
| seizoen | club                        | competitie                        | wed. | goals |
| ------- | --------------------------- | --------------------------------- | ---- | ----- |
| 1983    | Saljoet-Energia Belgorod    | Tweede Divisie Sovjet-Unie        | 2    | 1     |
| 1984    | Saljoet-Energia Belgorod    | Tweede Divisie Sovjet-Unie        | 29   | 11    |
| 1985    | SKA Rostov aan de Don       | Kampioenschap van de Sovjet-Unie  | 11   | 0     |
| 1986    | SKA Rostov aan de Don       | Tweede Divisie Sovjet-Unie        | 35   | 14    |
| 1987    | SKA Rostov aan de Don       | Tweede Divisie Sovjet-Unie        | 12   | 5     |
|         | FK CSKA Moskou              | Kampioenschap van de Sovjet-Unie  | 15   | 5     |
| 1988    | FK CSKA Moskou              | Kampioenschap van de Sovjet-Unie  | 33   | 16    |
| 1989    | FK CSKA Moskou              | Kampioenschap van de Sovjet-Unie  | 39   | 32    |
| 1989/90 | Vitesse                     | Eredivisie                        | 5    | 0     |
| 1990    | FK CSKA Moskou              | Kampioenschap van de Sovjet-Unie  | 9    | 8     |
| 1991    | FK CSKA Moskou              | Kampioenschap van de Sovjet-Unie  | 18   | 7     |
| 1992    | FK CSKA Moskou              | Premjer-Liga                      | 7    | 4     |
| 1992/93 | CD Badajoz                  | Segunda División A                | 3    | 5     |
|         | SK Sigma Olomouc            | Eerste klasse (Tsjecho-Slowakije) | 2    | 0     |
| 1993    | FK CSKA Moskou              | Premjer-Liga                      | 13   | 1     |
| 1994    | Spartak Moskou              | Premjer-Liga                      | 6    | 5     |
| 1995    | Spartak Moskou              | Premjer-Liga                      | 1    | 0     |
| 1996    | Tsjernomorets Novorossiejsk | Premjer-Liga                      | 21   | 5     |
| 1997/98 | Köpetdag Aşgabat            | Turkmeense eerste klasse          |      |       |
| 1999    | SKA Rostov aan de Don       | Russische Tweede Divisie          | 11   | 10    |
| 2000    | FC Nika Moskou              | Amateurklasse                     | 2    | 0     |
| 2001    | Saljoet-Energia Belgorod    | Russische Tweede Divisie          | 34   | 23    |
| 2002    | Terek Grozny                | Russische Tweede Divisie          | 2    | 0     |